# Carl Baermann (Pianist)
Carl Baermann, auch Karl, (geboren 9. Juli 1839 in München, Königreich Bayern; gestorben 17. Januar 1913 in Newton (Massachusetts)) war ein deutsch-amerikanischer Pianist und Musikpädagoge. 

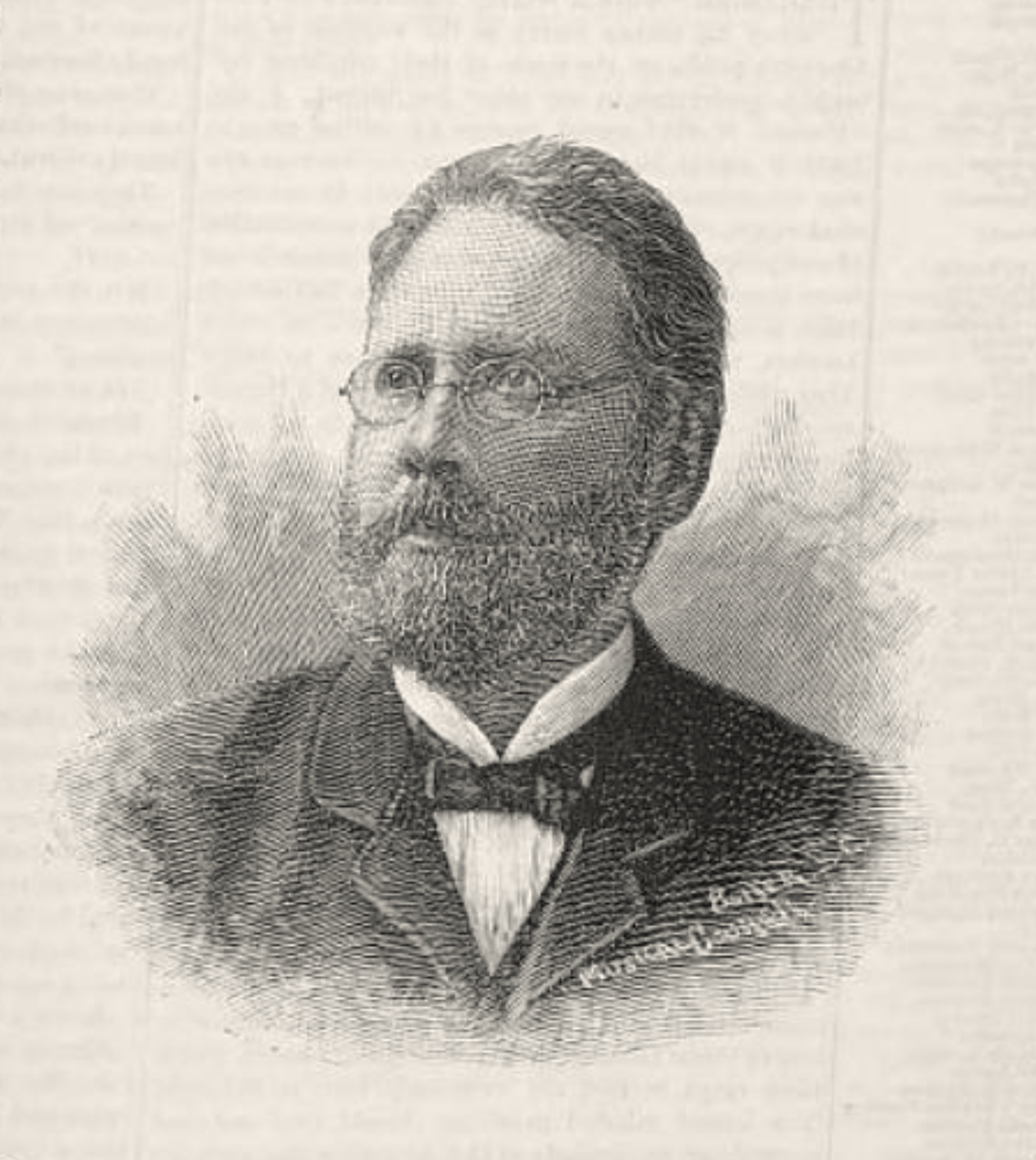
Carl Baermann (1890)

## Leben
Carl Baermann war ein Sohn des Klarinettisten Carl Baermann. Er studierte in München Klavier bei  Johann Christian Wanner (1815–1874) und Andreas Wohlmuth (1809–1884) und Komposition bei Franz Lachner und Peter Cornelius. Er lernte Franz Liszt kennen und wurde dessen Klavierschüler. Baermann unterrichtete viele Jahre an der Königlichen Musikschule in München und wurde 1876 zum Professor ernannt. Er heiratete 1864 Beatrice von Dessauer (1837–1915). 
Im Jahr 1881 zogen sie nach Boston in die USA. Baermann wirkte dort als Soloist und Musiklehrer am New England Conservatory of Music. Unter seinen Schülern in Boston waren Amy Beach, Lee Pattison, Frederick Converse, Dai Buell und George Copeland. 1884 spielte er mit dem Boston Symphony Orchestra das 2. Klavierkonzert von Franz Liszt.  
Baermann schrieb Unterrichtswerke für Klavier. 

## Werke (Auswahl)
- 12 Etüden op. 4 für Klavier. (1877)
- Festival March für Orchester.
- Polonaise pathétique. (veröffentlicht 1914)